# Thu hải đường miệng to
Thu hải đường miệng to (danh pháp: Begonia macrotoma) là một loài thực vật có hoa trong họ Thu hải đường. Loài này được Irmsch. miêu tả khoa học đầu tiên năm 1951.